# Diora
Diora S.A. – przedsiębiorstwo produkcyjne z siedzibą w Dzierżoniowie istniejące w latach 1945–2006. Pierwsze polskie przedsiębiorstwo produkujące odbiorniki radiowe w okresie po II wojnie światowej.

## Historia
Przedsiębiorstwo rozpoczęło działalność 8 listopada 1945 roku pod nazwą Państwowa Fabryka Odbiorników Radiowych (PFOR) w Dzierżoniowie. Kolejne nazwy przedsiębiorstwa to DZWUR, czyli Dolnośląskie Zakłady Wytwórcze Urządzeń Radiowych, T-6, a w końcu Zakłady Radiowe Diora, jako anagram wyrazu radio. Uruchomieniem zakładu i organizacją produkcji pierwszych odbiorników kierował Wilhelm Rotkiewicz. Początkowo montowano proste odbiorniki reakcyjne z poniemieckich podzespołów. Jednym z etapów procesu produkcyjnego było „zeskrobywanie gapy”, czyli usuwanie z obudowy godła niemieckiego ze swastyką. Podobne początki miała również firma TONSIL.
W 1947 roku zakupiono w szwedzkiej firmie AGA licencję na produkcję superheterodynowego radioodbiornika Aga i rozpoczęto jego wytwarzanie. W tym samym czasie zespół Wilhelma Rotkiewicza pracował nad konstrukcją własnego odbiornika radiowego, taniego i dostępnego dla masowego użytkownika. W 1948 roku powstał pierwszy polski radioodbiornik – Pionier, w różnych odmianach wyprodukowany w liczbie ponad miliona egzemplarzy. Konstrukcja Pioniera przetrwała pod nazwą Promyk do 1968 r. Oprócz odbiorników radiofonicznych Diora produkowała na przełomie lat 50. i 60. radiostacje dla wojska, a także w latach 60. odbiorniki telewizyjne (m.in. Aladyn, Tosca, Szeherezada), a w połowie lat 90. magnetowidy.
W latach 70. i 80. Diora należała do Zjednoczenia Przemysłu Elektronicznego UNITRA. W 1975 r., w okresie regresu Diory w przygotowaniu nowych konstrukcji, dyrektorem naczelnym zakładów został Eugeniusz Nowak.
W zakładzie opracowano i wdrożono do produkcji kilkadziesiąt modeli odbiorników radiowych, między innymi:
- 1952 – Pionier B2 – jeden z wariantów odbiornika Pionier produkowanego od 1948 roku. Powojenny odbiornik z zasilaniem bateryjnym;
- 1952 – Mazur – Odbiornik z układem Pioniera U z zastosowaniem transformatora sieciowego i lamp serii „E”;
- 1955 – Polonez – Pierwsza polska powojenna konstrukcja odbiornika z gramofonem;
- 1956 – Śląsk – Pierwszy, w którym obrotowy przełącznik zakresów zastąpiony został przełącznikiem klawiszowym oraz dodano zakres UKF (na przystawce superreakcyjnej);
- 1957 – Nokturn i Sonatina – Odbiorniki uniwersalne z układem Pioniera U z klawiszowego przełącznika zakresów;
- 1959 – Calypso – Odbiornik wyposażony w pełny tor FM;
- 1960 – Kos 6290 – W tym modelu zrezygnowano z klasycznego montażu na szkielecie metalowym (chassis) i wprowadzono technologię montażu na płytce drukowanej (był to pierwszy w Polsce odbiornik radiowy wykorzystujący zamiast metalowej podstawy płytkę z tworzywa)[1];
- 1965 – Krokus 10501 – Pierwszy przenośny odbiornik Diory zbudowany na tranzystorach, dodatkowo z możliwością zamontowania w samochodzie;
- 1970 – DSL-201 – Pierwszy polski radioodbiornik stereofoniczny klasy hi-fi, wykonany na lampach. Innowacyjnym rozwiązaniem był układ stereodekodera;
- 1972 – Meluzyna – Pierwszy polski radioodbiornik tranzystorowy klasy hi-fi, zbudowany na 43 tranzystorach. Stereofoniczny tuner i wzmacniacz w oddzielnych skrzynkach; rozwinięciem było wykonanie tzw. „III skrzynki” wersji Meluzyny kwadrofonicznej. „Trzecia skrzynka” zawierała dekoder kwadrofoniczny oraz dwa dodatkowe wzmacniacze dla 3 i 4 kanału;
- 1973 – Elizabeth – odbiornik opracowany we współpracy z japońską firmą Tokyo-Sanyo Electric Co. Ltd. Po raz pierwszy zastosowano w nim nowe wtedy podzespoły, jak układy scalone, układy grubowarstwowe, diody LED, filtry ceramiczne;
- 1975 – Klawesyn – Ostatni odbiornik lampowy z Diory;
- 1976 – Amator-Stereo DSS-101 – popularny radioodbiornik stereofoniczny. W zmienianych wersjach pozostał w produkcji do roku 1985.

Pod koniec lat siedemdziesiątych i w latach osiemdziesiątych wytwarzano tzw. zestawy wieżowe, składające się z oddzielnych segmentów: odbiornika radiowego (tuner), wzmacniacza, magnetofonu kasetowego i korektora graficznego, a później także odtwarzacza płyt CD. Przez pewien okres produkowano gamę wież, począwszy od najmniejszych (mini), jakim była wieża składająca się z wzmacniacza WS 315, tunera AS 215, korektora graficznego FS 015 i magnetofonu MDS 415; przez zestawy średnie (midi), np. wzmacniacz WS 354, tuner AS 252 i magnetofon MDS 456; po zestawy, tzw. duże wieże, np. SSL 500 (SSL – Semi Slim Line) (jedna z ostatnich wież produkcji Diory (od 1991 do końca lat 90.)) lub SSL 700 (ostatni zestaw wieżowy wdrożony do produkcji seryjnej, jeden z najlepszych produktów w tamtych czasach w Europie, potwierdzone niejednokrotnymi zwycięstwami w testach zagranicznych czasopism, w produkcji od 1993/1994 roku).
Ważnym aspektem działalności zakładów była produkcja na eksport, podobnie swoje produkty wysyłały za granicę Zakłady Kasprzaka. Diora produkowała urządzenia dla firm jak Thomson czy Brandt, ale produkowano także pod szyldem mniej znanych jak MacWatts, Geton, Crown Japan itp. Wersje eksportowe w sposób znaczący różniły się od wersji krajowych, stosowano zagraniczne podzespoły, m.in. głowice magnetofonowe firmy ALPS oraz nierzadko nowatorskie rozwiązania.
W 1989 r. Przedsiębiorstwo Państwowe Zakłady Radiowe Diora zostało przekształcone w spółkę akcyjną Diora S.A.
Na początku lat dziewięćdziesiątych zastosowano w produkowanym sprzęcie technikę mikroprocesorową (zdalnie sterowane wieże serii 502 i 504). Lata dziewięćdziesiąte to także produkcja magnetowidów VHS (MVD-101, MVD-200), tunerów do odbioru telewizji satelitarnej (TSA-502, TSA-504, TSA-506) oraz odbiorników telewizyjnych (OTVC-100, OTVC-200).
W 2006 r. Diora została wykreślona z rejestru przedsiębiorców. W tym samym roku zostały zburzone budynki należące do Diory, co ostatecznie zakończyło historię Diory. Na terenie powstał supermarket sieci Kaufland. Dla upamiętnienia, że w tym miejscu kiedyś były zakłady, ulicę, przy której znajduje się sklep, nazwano „Diorowską”, a przy dawnej portierni zamontowano małą tabliczkę z informacją, że tu była Diora.
Były oddział Diory w Świdnicy istnieje teraz jako oddzielna spółka (Diora – Świdnica), produkująca obudowy do kolumn głośnikowych m.in. firmy Tonsil.

## Galeria

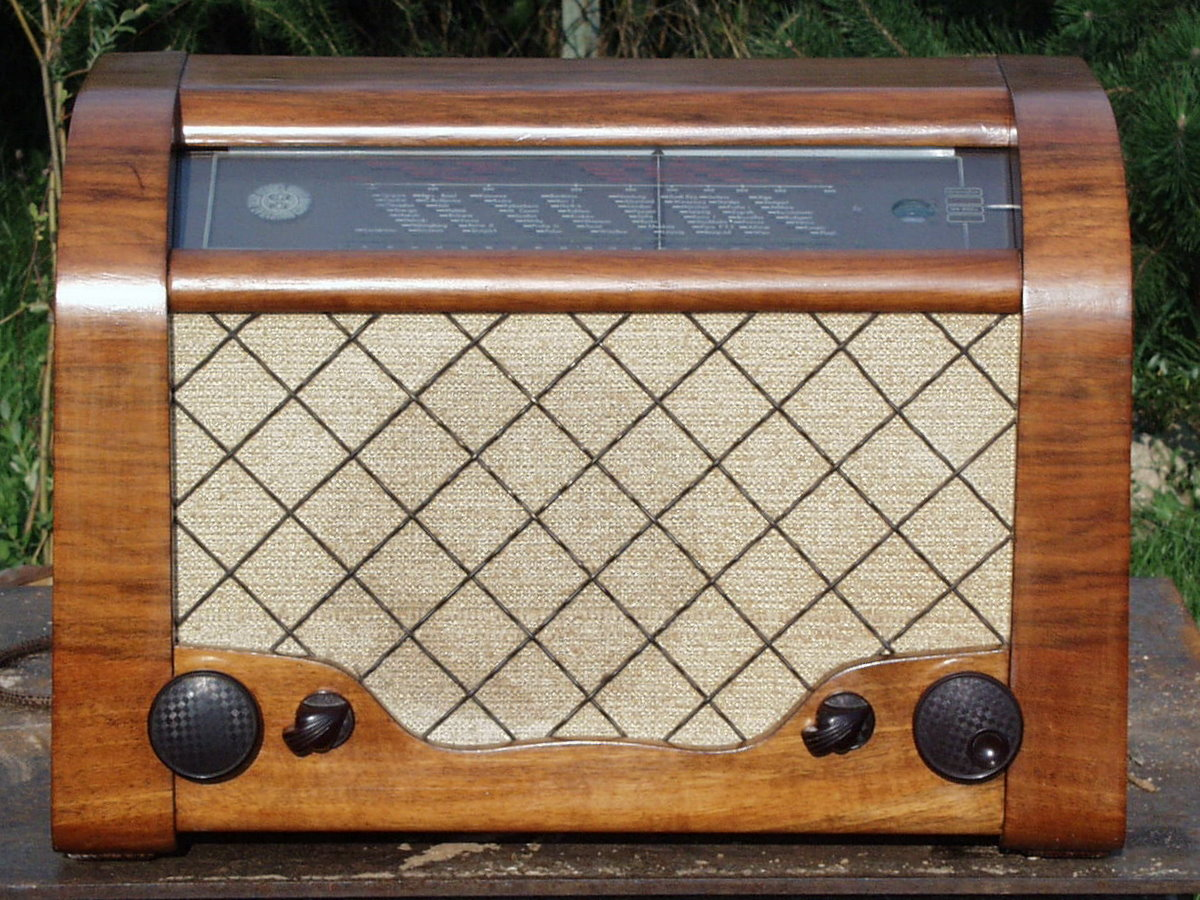
AGA
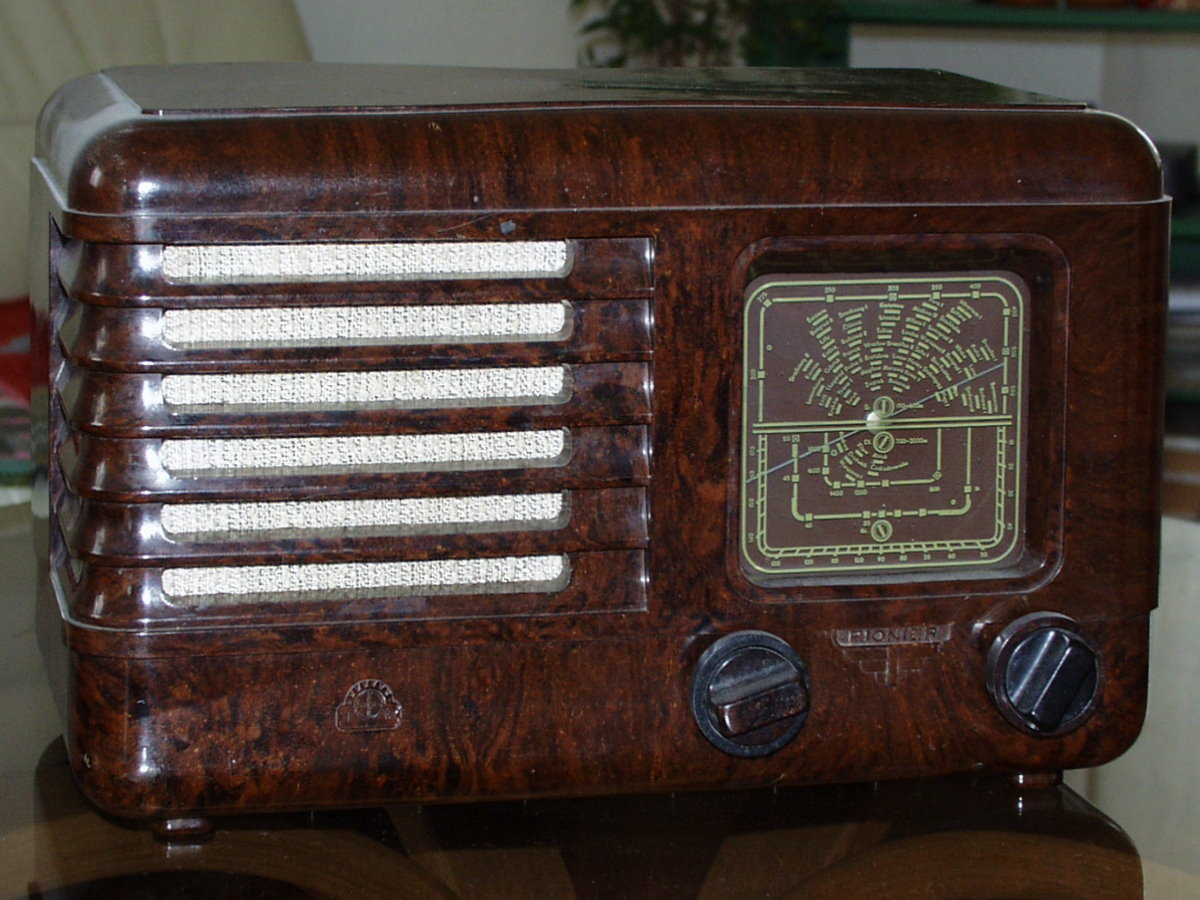
Pionier
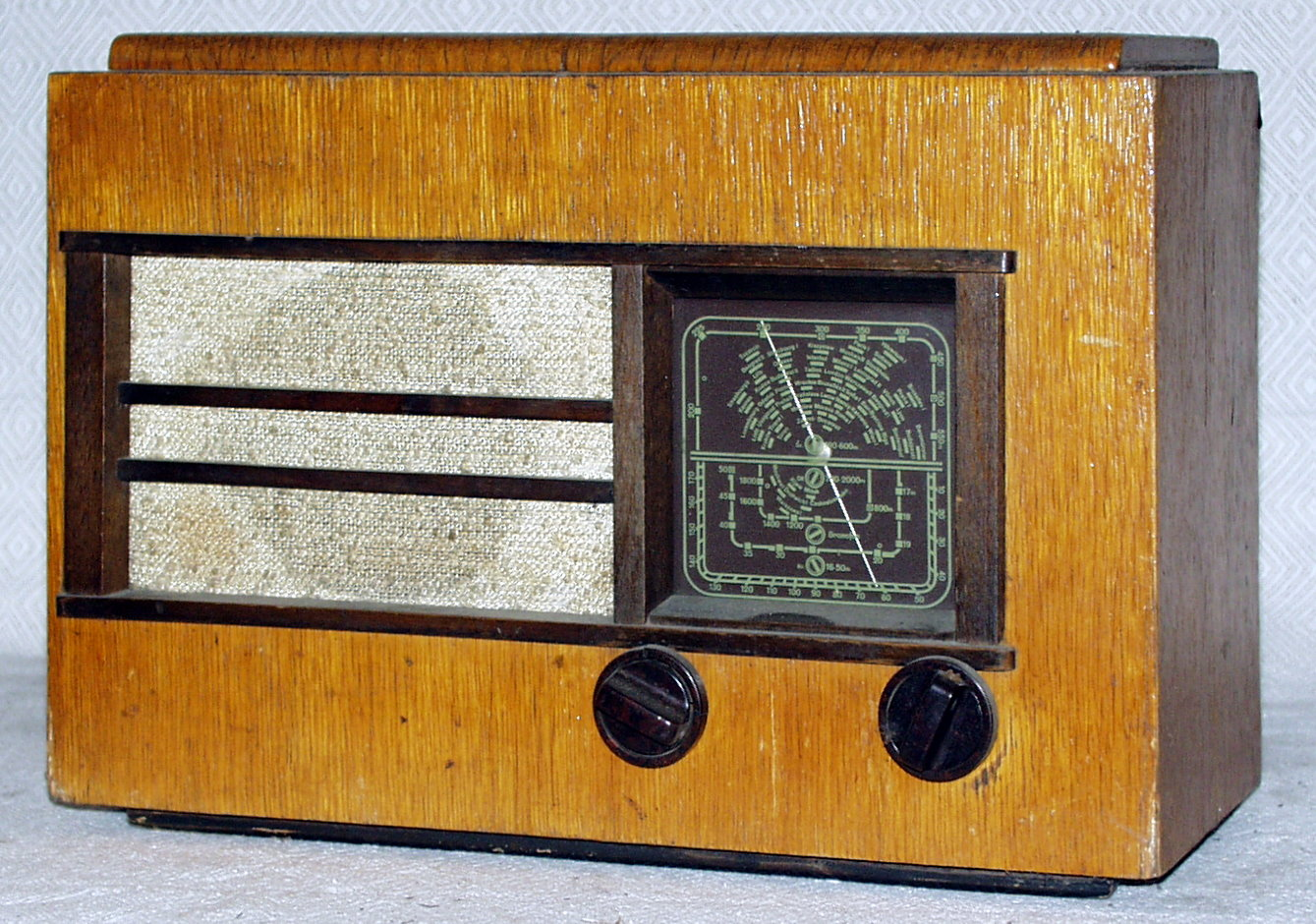
Mazur
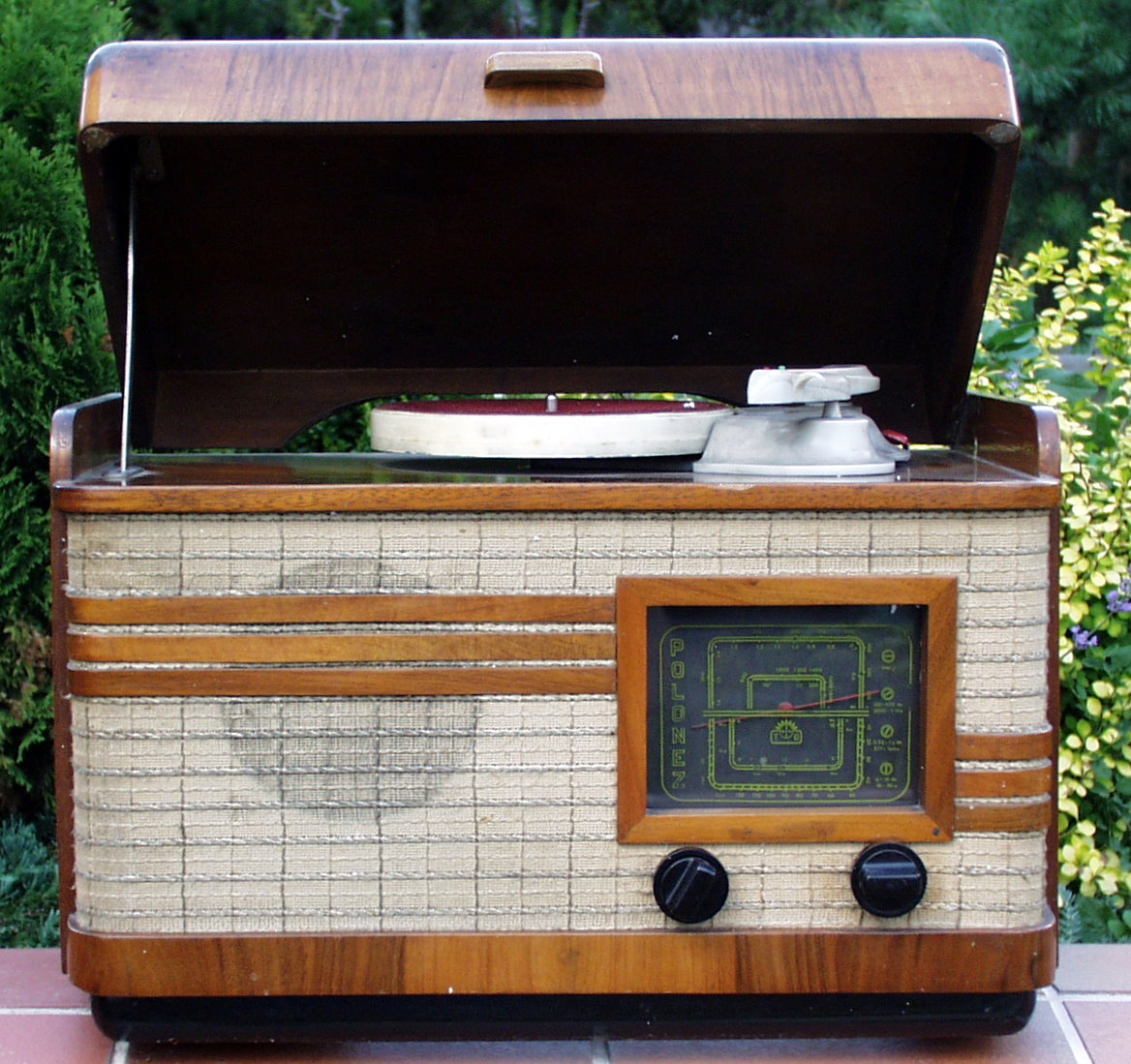
Odbiornik Polonez (układ elektryczny Pioniera z gramofonem), 1956-1958
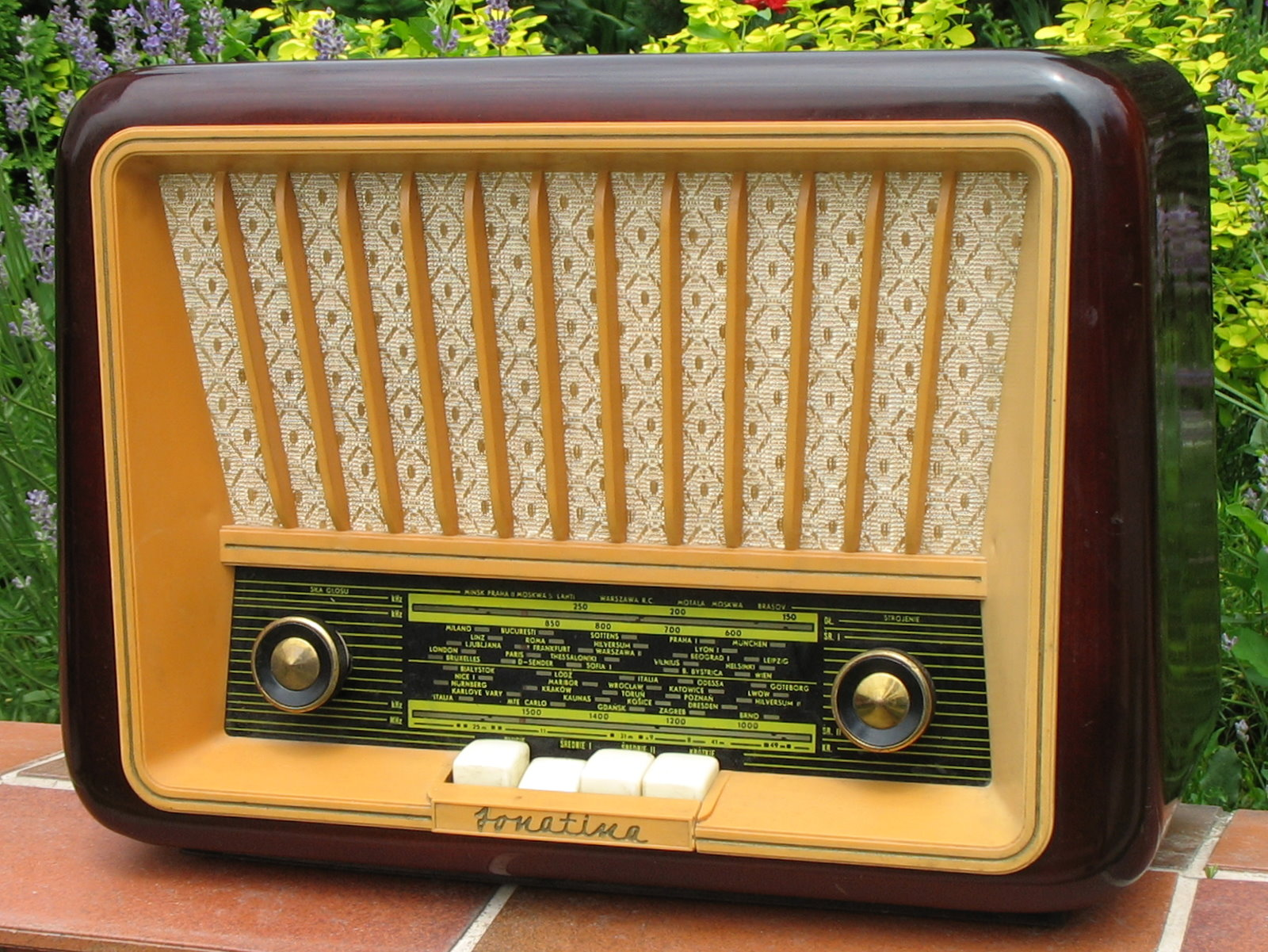
Sonatina
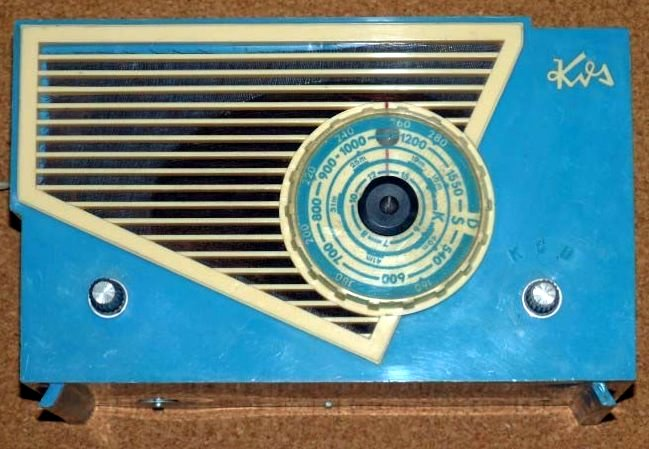
Kos 6290
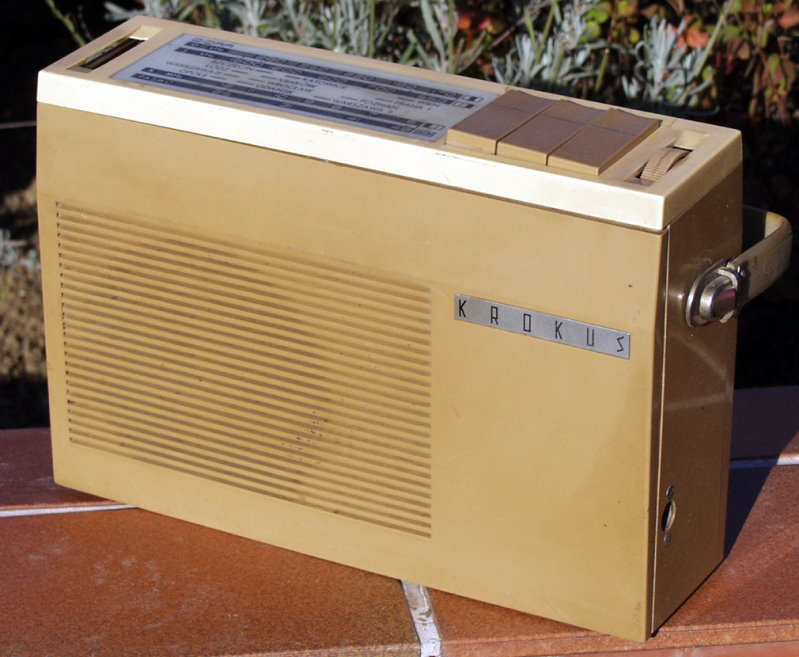
Krokus 10501
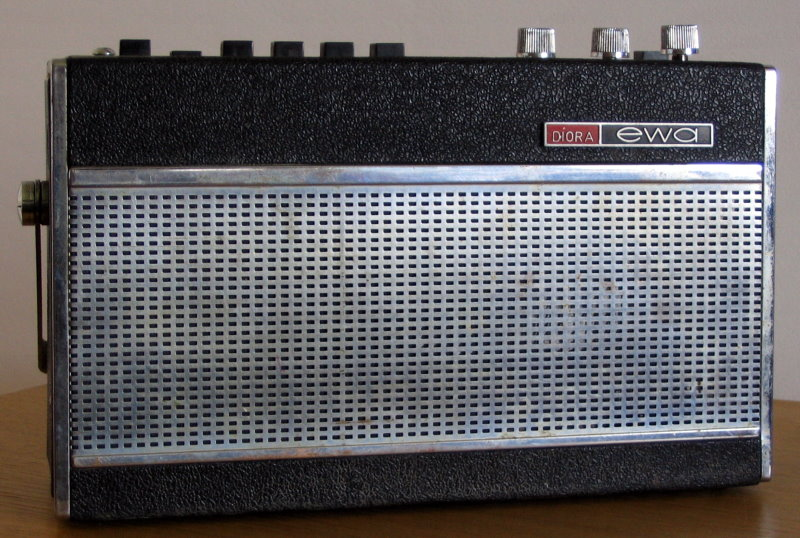
Ewa
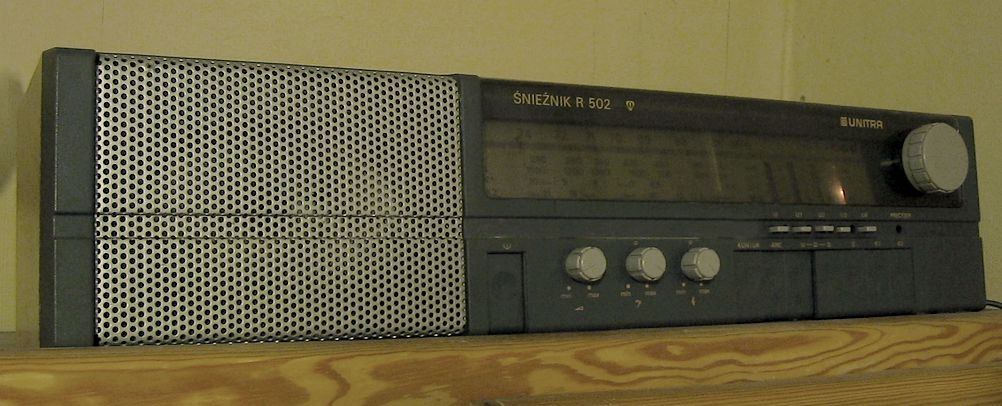
Śnieżnik R-502
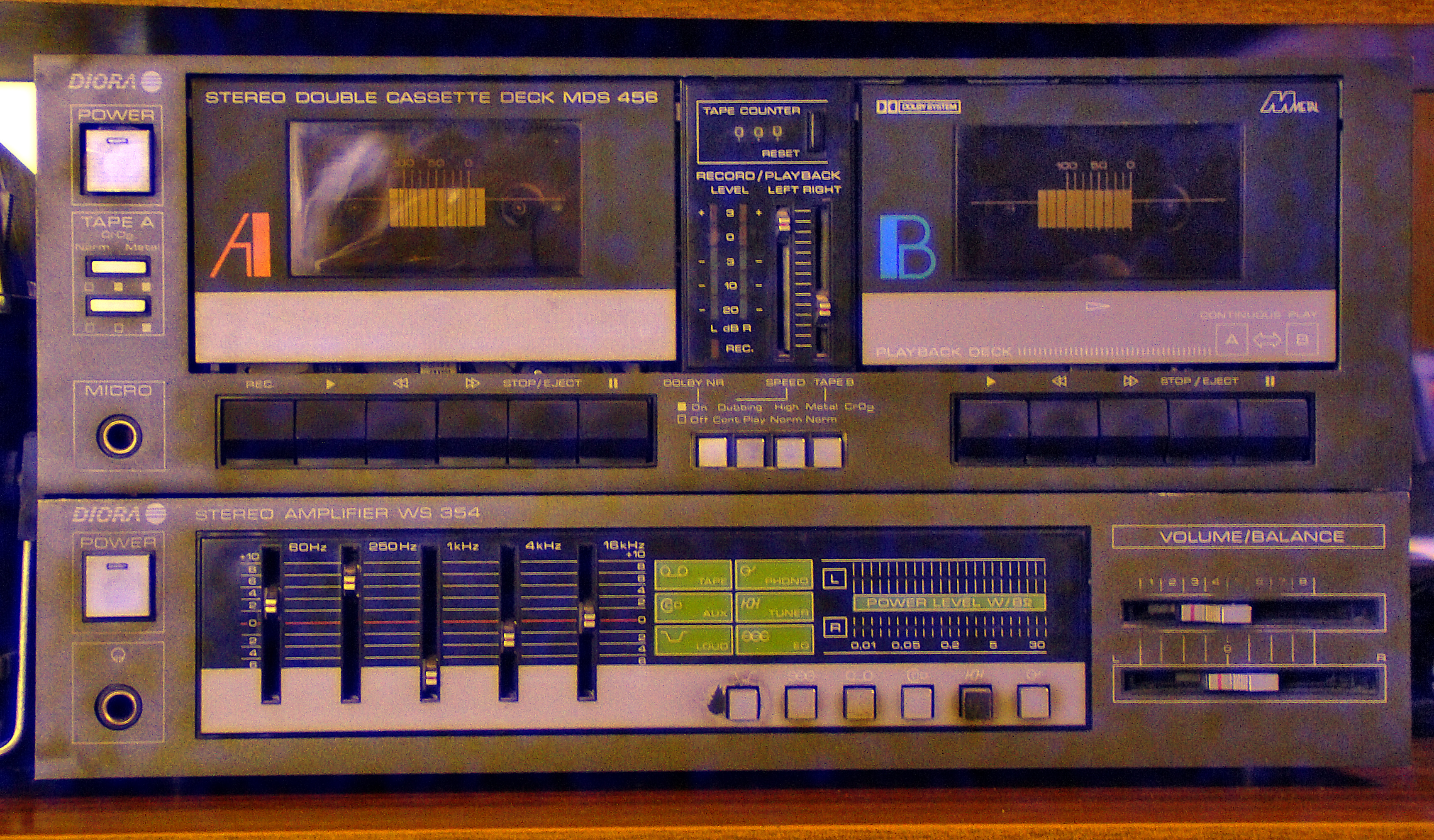
magnetofon MDS 456 i wzmacniacz WS 354
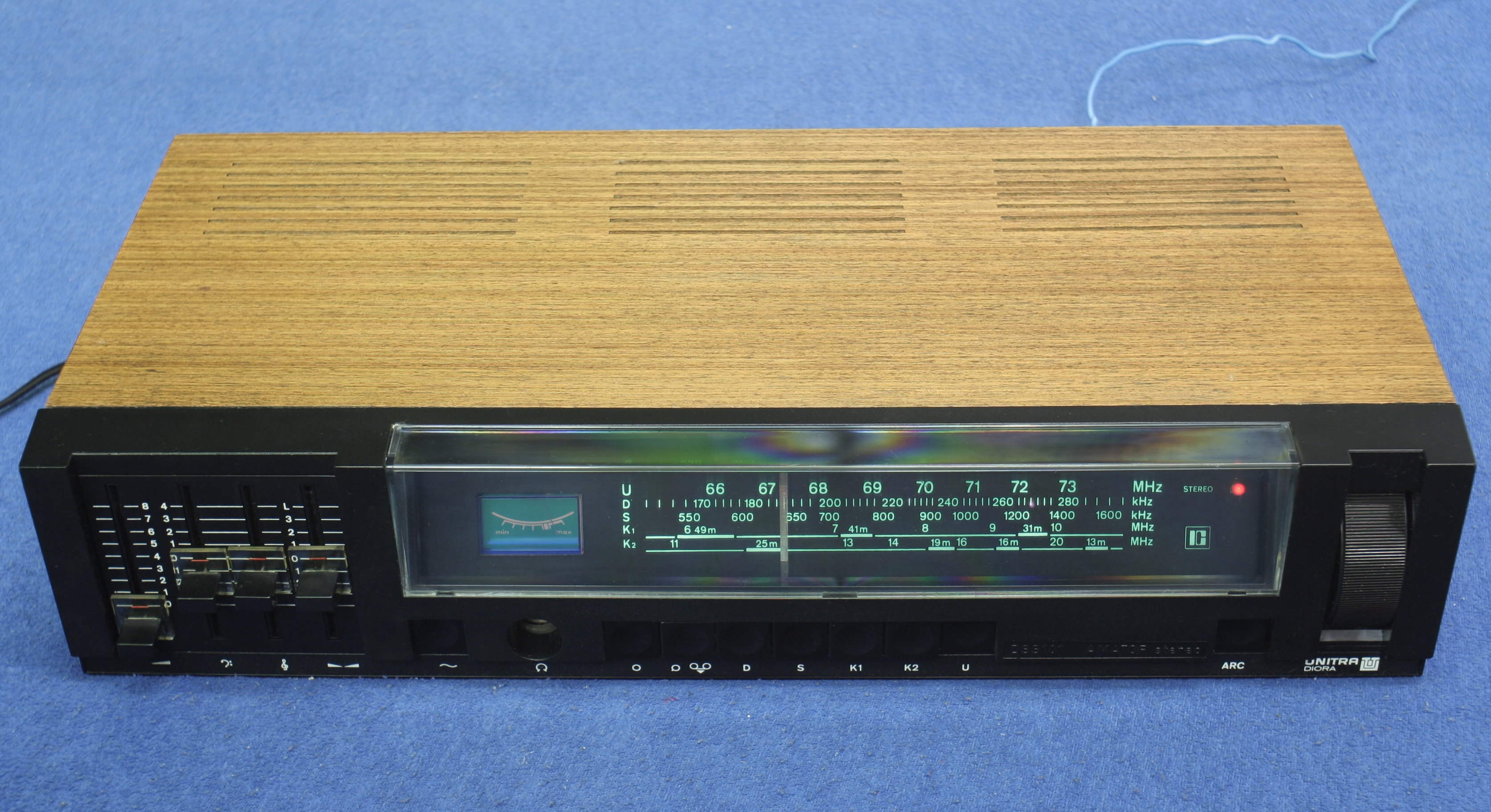
Radioodbiornik Amator stereo
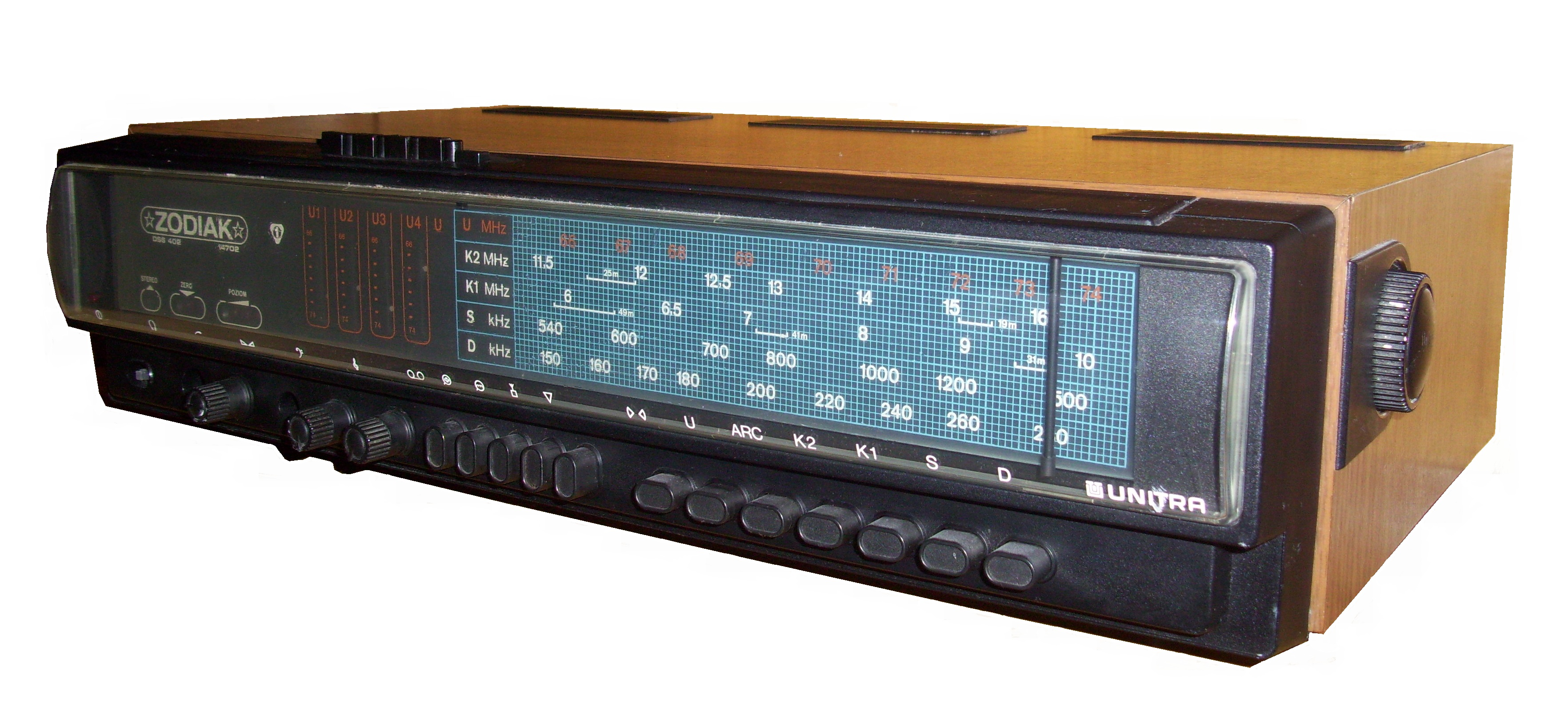
Radioodbiornik Zodiak DSS-402
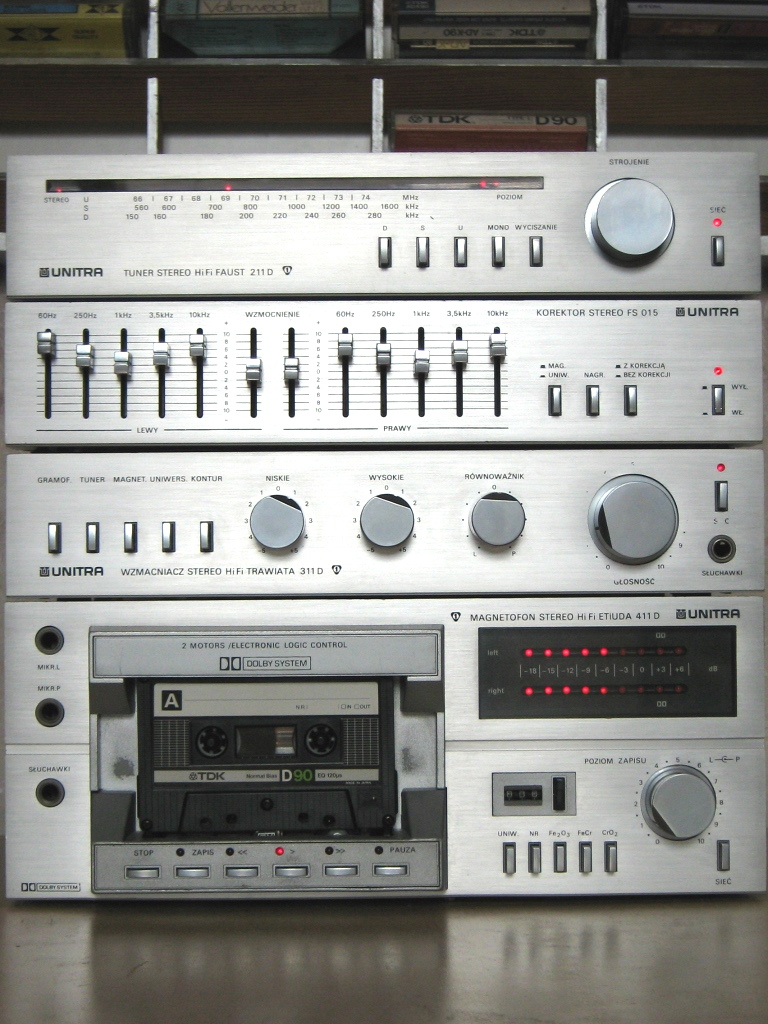
Wieża stereo z lat 80.
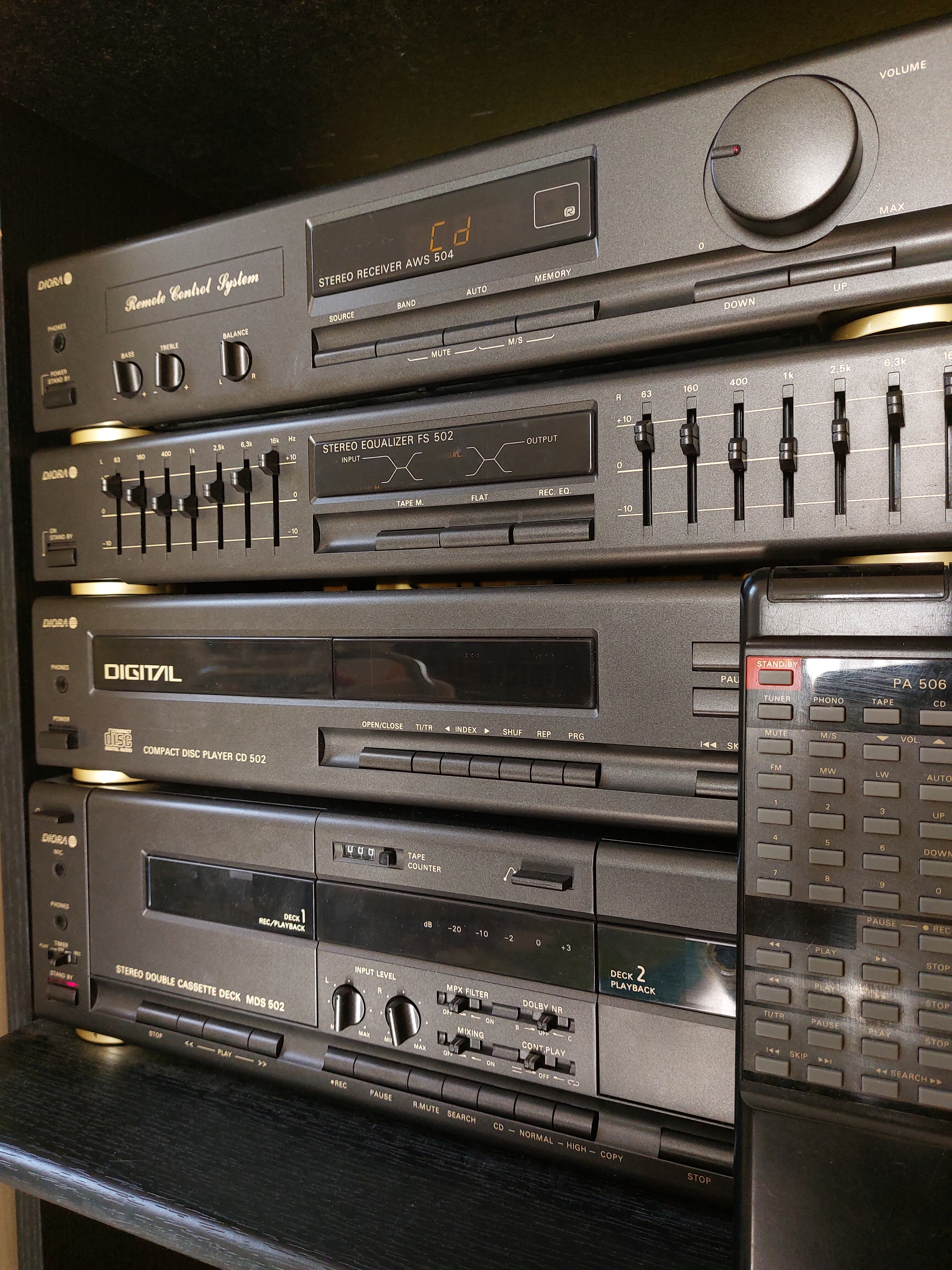
Zdalnie sterowana wieża Diora 500 z amplitunerem AWS 504.